# VDA-FS
VDA-FSはCADデータ交換形式の一つであり、曲面モデルをあるCADシステムから他に転送するためのものである。名前は、"Verband der Automobilindustrie - Flächenschnittstelle" (直訳: "自動車産業協会" - サーフィスデータインターフェース) の省略形となっている。この標準はドイツ機関のVDAにより定められた。
VDA-FSはSTEP (ISO 10303)により取って代わられた。